# Chefziba

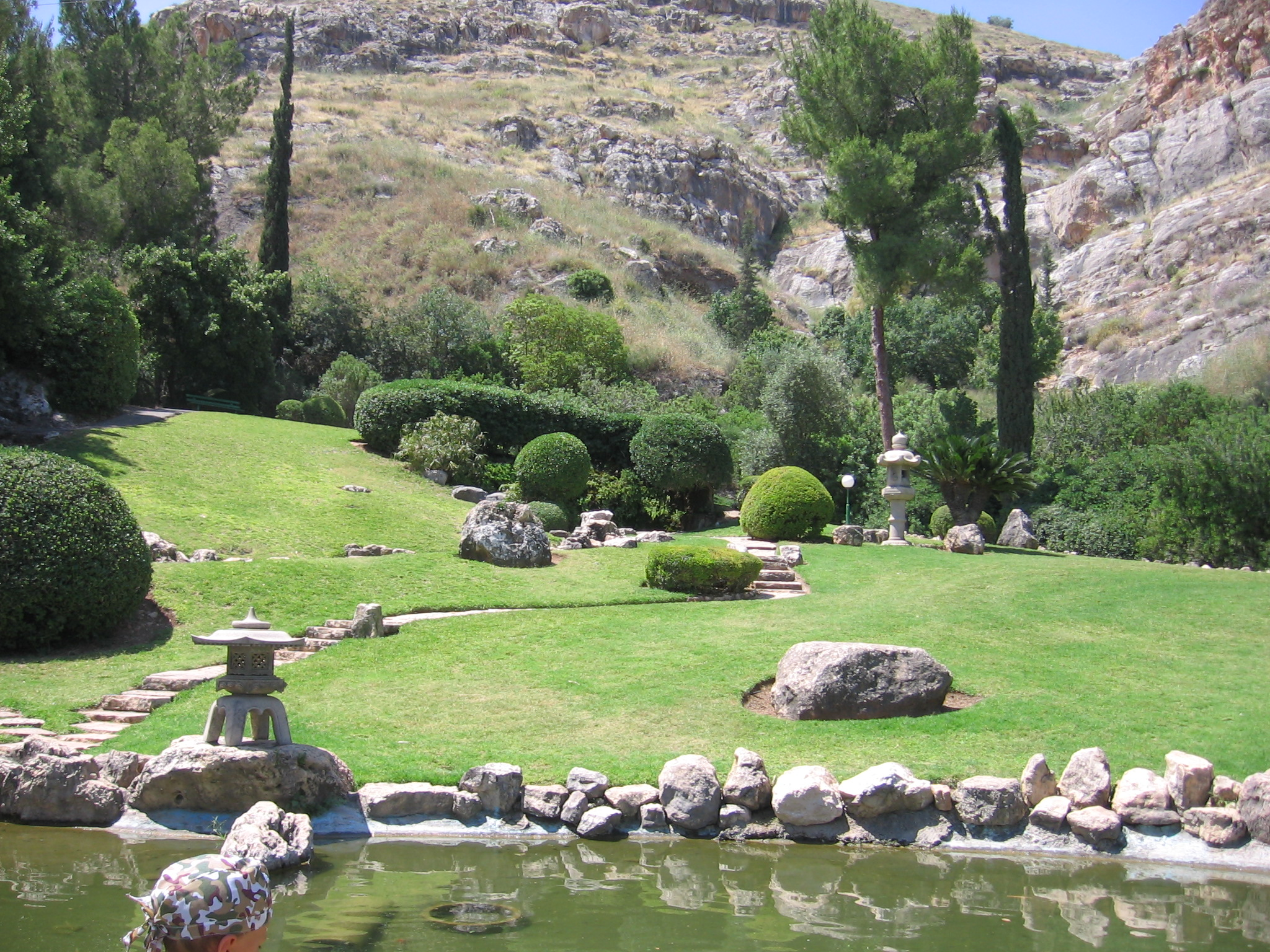
Japanischer Garten im Kibbuz Chefziba

Chefziba (hebräisch חֶפְצִיבָּה Chefzi-bah, deutsch ‚Mein Wohlgefallen an ihr‘) ist ein Kibbuz in Nordisrael. Er liegt zwischen dem Jesreeltal und der Beit-Scheʾan-Senke (hebräisch בִּקְעַת בֵּית שְׁאָן Biqʿat Bēt-Šəʾān), zwischen den Städten Afula und Beit Scheʾan, am Fuße des Berges Gilboa. 2018 wohnten 741 Personen im Kibbuz. Der Name bedeutet nach Jes 62,4 : „Mein Wohlgefallen haftet an ihr“.

## Geschichte
Die Gründung von Chefziba ist eng verbunden mit der Jüdischen Besiedlung des Jesreeltals im Rahmen des Nuris-Projekts des Jüdischen Nationalfonds (JNF). Der eigentliche Gründungsort des Kibbuz war die nahe Chadera gelegene Chefziba-Farm, die 1906 an den Ufern des Chadera-Flusses von Jehoschua Hankin und seiner Frau Olga gegründet worden war. Olga Hankin war die Namensgeberin der Farm, deren Namen dann auf den Kibbuz übertragen wurde. Die Gründungsmitglieder des Kibbuz und andere Pioniere lebten zunächst auf dem Gelände der Farm, bevor ihnen eigenes Land zugewiesen wurde. Die Farm gehört heute der Israel Electric Corporation, die die Farm restauriert hat. Sie beherbergt das nationale Ausbildungszentrum des Unternehmens, ein Museum zur Geschichte des Wasserpumpens und einen öffentlichen Park.
Im Jahre 1922 verließen die Chaluzim die Farm und gründeten Chefziba. Sie – 33 Männer und 20 Frauen – waren deutschsprachige Einwanderer aus der Tschechoslowakei und aus Deutschland. Ein Artikel in der Jüdischen Rundschau gibt einen genauen Überblick über die Zusammensetzung der Gruppe.

„[Sie] waren ursprünglich meist Kaufleute und Akademiker (mehrere Doktoren und auch ein Professor ist unter ihnen), sie stammten zum größten Teil aus den jungjüdischen Gruppen der Awodah-Prag und der Mahapecha-Berlin, haben bei Bauern zuvor zwei bis drei Jahre landwirtschaftlich gearbeitet, daneben haben manche einen handwerklichen Beruf erlernt; und in Palästina mußten sie sich in Orangen- und Zitronen-Plantagen verdingen und zwei Jahre in ständigem Kampfe gegen die tägliche Not ihr Leben fristen, bis sie nun endlich zur definitiven Arbeit und Ansiedelung in Nuris-Ost herangezogen werden können.“

Eine der frühesten Pionierinnen, die Chefziba gründeten, war Gurit Kadman. Sie reiste im Oktober 1920, damals noch Gertrud Kaufmann, zusammen mit ihrem Mann Leo und ihrer gemeinsame Lebenspartnerin Shulamit Epstein nach Palästina ein – „zusammen mit der Blau Weiss-Gruppe, mit der sie aus Deutschland angereist waren“. Da Leo Kaufmann Ende der 1920er Jahre zum Direktor der neu gegründeten Wohnungsbauabteilung der Histadrut ernannt wurde, verließ die Familie Kadman-Epstein später den Kibbuz und zog in ein gemeinsames Haus in Tel Aviv.
Neben den eben schon erwähnten Chaluzim nennt der Artikel in der Jüdischen Rundschau noch weitere Namen der deutschen Gruppe und auch deren Herkunftsorte: 
- Berlin: Max Bär, Rudi Flach, Georg Grunwald, Else Grunwald, Fränze Jarotschinsky, Abraham Katz, Julius Lehmann, Cilly Lehmann, Alfred Lehmann, Anni Lehmann, Aron Schefflan.
- Elberfeld: Max Epstein und seine Schwester Sulamith.
- Mülheim an der Ruhr: Leo Kaufmann
- Leipzig: Gertrud Kaufmann.
- Breslau: Grete Kronberg.
- Opladen: Grete Tauber.

Zu den ursprünglichen Pionieren stießen später rumänische und sowjetische Juden sowie aus Deutschland auch prominente Besucher. Anfang 1925 besuchten Franz Werfel und seine Frau Alma Mahler-Werfel Chefziba. Deren Eindrücke von dort waren wenig enthusiastisch: „Man bekam Tee in verrosteten Eierschalen. Dann gingen wir ins Freie und beschauten uns die ganze Anlage. Vor allem das Kinderhaus, das der Stolz der Siedler war. Aber Fliegen und großer Zugwind wehten über die hilflosen mutterlosen Geschöpfe. Im Hof zeigte man uns den Platz, auf dem das Zelt aufgestellt wurde, in dem wir schlafen sollten. In all dem war wenig Schönheit zu spüren.“ Die beiden verließen noch in der ersten Nacht den Kibbuz, obwohl Werfel weniger ablehnend dem Leben dort gegenüberstand als seine Frau: „Meine seelische Lage ist dadurch erschwert, daß Alma gegen das jüdische hier an sich, weiters (selbstverständlich) gegen das Kommunistisch-jüdische, die furchtbarsten Widerstände hat, und daß ich ununterbrochen in die falsche Rolle des Mittlers, eines Polemikers nach beiden Seiten hin gedrängt bin.“
Im April 1926 fand dann der 20-jährige Arthur Koestler bei der Suche nach einem Kibbuz, dem er sich anschließen konnte, nach Chefziba. Von ihm stammt eine sich an Alma Mahler-Werfel anschließende Schilderung der dortigen Lebensverhältnisse.

„Ich traf an einem Aprilabend des Jahres 1926 in Hefziba ein. Der erste Blick auf die Siedlung war eine schlimme Enttäuschung. Nur wenige Tage zuvor war ich in Haifa an Land  gegangen und stand noch unter dem bunten, pittoresken Eindruck dieser orientalischen Hafenstadt. Jetzt sah ich mich in eine unglaublich trostlose, proletarische Wüstenoase versetzt; als Behausungen dienten schlecht gezimmerte Bretterhütten, die von armseligen Gemüsegärten umgeben waren. In Europa leben nur die Ärmsten in der Alternative zwischen einem ausrangierten Eisenbahnwagen und einem so notdürftigen Dach. Lediglich Kuhstall und Kinderheim, in dem die Kinder getrennt von ihren Eltern untergebracht waren, waren Betonbauten. Ich weiß nicht, wie ich mir die Siedlung vorgestellt hatte; so gewıß nicht.“

Bei soviel Skepsis war es kaum verwunderlich, dass Koestler die Probezeit in Chefziba nicht überstand und den Kibbuz nach wenigen Wochen als „gewogen und zu leicht befunden“ (so die Überschrift seines Chefziba-Kapitels) wieder verlassen musste.
Auf dem Gelände des Kibbuz liegt die nach dem Nachbarkibbuz benannte Synagoge von Bet Alpha, die 1928 von örtlichen Siedlern entdeckt wurde.
Seit 1962 befindet sich in Chefziba ein Zentrum der Makuya, einer religiösen Bewegung aus Japan mit einer starken Beziehung zu Israel. 1972, zum 50-jährigen Jubiläum des Kibbuz, wurde in Chefziba ein japanischer Garten errichtet.
2003 wurden die kollektiven Einrichtungen des Kibbuz privatisiert. Seitdem sorgt jedes Mitglied des Kibbuz selbstständig für seinen Lebensunterhalt.